# Ahmadiyya
Ahmadiyya-bevægelsen er en reformistisk og messiansk muslimsk bevægelse, som blev stiftet i 1889 af Mirza Ghulam Ahmad fra Qadian (1835-1908) i den nuværende indiske delstat Punjab. Mirza Ghulam Ahmad proklamerede, at han var islams lovede Mahdi. Han opfattes desuden af sine tilhængere som den kristne Messias og den hinduistiske Krishna.

## Forhold til muslimske hovedretninger
Ahmadiyya-bevægelsen anses af tilhængerne for at være en reformert islam, mens traditionelle muslimske retninger anser ahmadiyyaerne for at være kættere. Det skyldes bl.a., at de regner Ahmad som en profet og dermed modsat de fleste muslimer ikke anerkender Muhammed som den sidste profet ("Profeternes Segl").
Bevægelsen flyttede til Pakistan, da landet blev oprettet som en selvstændig stat i 1947, men er blevet forfulgt og diskrimineret i landet. Således er det i Pakistan ikke tilladt for medlemmer af Ahmadiyya-bevægelsen at kalde sig for muslimer eller at referere til deres religiøse retning som islam. Det er medvirkende til, at bevægelsens leder i dag findes i London.

## Holdninger
Ahmadiyya anser i modsætning til traditionel islam missionsvirksomhed for at være en central aktivitet. Bevægelsen tager stærkt afstand fra alle former for voldelig adfærd og opfatter religionsfrihed for alle religioner som en mærkesag.

## Ahmadiyya i Danmark
Ahmadiyya-missionen nåede Skandinavien i 1950'erne, hvor bl.a. danskeren Svend Aage Madsen konverterede, hvorefter han tog navnet Abdus Salam Madsen. Ahmadiyya-bevægelsen har en moské i Hvidovre, Nusrat Djahan-moskeen. Det er Danmarks første moske, der er bygget til formålet. Den stod færdig i 1967, samme år som Ahmadiyya-bevægelsen første gang udgav Salam Madsens danske oversættelse af Koranen.
Ahmadiyya-bevægelsen er generelt optaget af aktiviteter i den ydre verden, hvilket også er karakteristisk for de danske ahmadiyyaer. Eksempelvis inviteres politikere og journalister og andre interesserede til åbne og tværreligiøse arrangementer i moskeen i Hvidovre. Siden 2011 har det været en fast tradition, at frivillige fra Nusran Djahat Moskeen i Hvidovre nytårsdag rydder op på Rådhuspladsen i København efter gårsdagens nytårsfejring. Menigheden har startet initiativet "Muslimer for Fred", som via forskellige aktioner arbejder for at forebygge vold og radikalisering i samfundet.